# Silhuette (musikalbum)
Silhuette är ett musikalbum från 1996 med Gunnel Mauritzson Band. Gunnel Mauritzson har till Lars Gullins melodier hittat texter av svenska diktare.

## Låtlista
All musik är skriven av Lars Gullin, textförfattare inom parentes.
1. Nattviol (Ylva Eggehorn) – 5:26
2. Julvisa (Gunnel Mauritzson) – 6:05
3. Far & son (Gustaf Larsson) – 6:30
4. Gullebarns vaggsång (Verner von Heidenstam) – 5:56
5. Mazurka (trad från Gotland) – 5:10
6. Fågel, fisk och mittemellan (Ylva Eggehorn) – 3:55
7. Paradisets timma (Verner von Heidenstam) – 4:17
8. I natten (Viktor Rydberg) – 8:15
9. Ensamhetens tankar (Verner von Heidenstam) – 2:40
10. Människans dagar (Gunnar Eriksson) – 4:32
11. Silhuette (Ylva Eggehorn) – 4:54
12. Allt är Bingolotto (Bo Carlgren) – 4:50

## Medverkande
- Gunnel Mauritzson – sång
- Ola Bäckström – fiol, kör (spår 6)
- Backa Hans Eriksson – bas, kör (spår 6)
- Anders Hagberg – saxofoner, flöjter, kör (spår 6)
- Johan Löfcrantz Ramsay – slagverk, kör (spår 6)
- Roger Tallroth – gitarrer, bouzouki, sång (spår 12)
- Rickard Åström – piano, keyboard, kör (spår 6)